# Östlig skäggbulbyl
Östlig skäggbulbyl (Criniger chloronotus) är en fågel i familjen bulbyler inom ordningen tättingar.

## Utbredning och systematik
Fågeln förekommer från Kamerun till östra Kongo-Kinshasa, norra Angola och västligaste Uganda. Den behandlas som monotypisk, det vill säga att den inte delas in i några underarter.

## Status
IUCN kategoriserar arten som livskraftig.

## Namn
Fågelns tidigare svenska namn cassingrönbulbyl hedrar John Cassin som först beskrev arten. Namnet justerades 2022 till ett enklare och mer informativt namn av BirdLife Sveriges taxonomikommitté.